# Wim Denie
W.M.J. (Wim) Denie (Limbricht, 21 juli 1946 – Swalmen, 12 november 2024) was een Nederlands politicus van de PvdA.

## Loopbaan
Denie studeerde klassieke taal en letterkunde aan de Katholieke Universiteit Nijmegen met een kandidaats examen in 1968 en de doctoraal in 1971.  Hij zou in dat vakgebied vervolgens negen jaar lesgeven in Roermond (Internaat Bisschoppelijk College Roermond) en Nijmegen (Mater Dei Lyceum). hij was in die jaren lid van de PvdA-fractie in Ubbergen.  Denie was wethouder in de gemeente Ubbergen voor hij in de zomer van 1991 benoemd werd tot burgemeester van de Noord-Hollandse gemeente Graft-De Rijp. Acht jaar, mei 1999, later volgde zijn benoeming tot burgemeester van Swalmen wat hij bleef tot die gemeente in 2007 werd opgeheven. In juli 2008 werd Denie burgemeester van de gemeente Moerdijk.
Op 3 januari 2011 maakte hij bekend per 1 juli op te stappen als burgemeester van Moerdijk. Hij nam dit onverwachtse besluit vanwege zijn gezondheid, maar vooral vanwege het zogenaamde Vendrik-effect: ambtenaren die na hun 65ste doorwerken, ontvangen aanzienlijk minder pensioen dan ambtenaren die voor die leeftijd stoppen.
Denie besloot tijdens een gesprek met de commissaris van de Koningin, Wim van de Donk, op 14 januari 2011 om zijn aangekondigde vertrek te vervroegen en op 1 februari 2011 zijn ambt neer te leggen. Dit volgde na eerdere kritiek op het optreden van Denie en de gemeente Moerdijk tijdens de grote brand in een chemisch bedrijf in Moerdijk op 5 januari 2011. Als reden voor zijn vervroegde vertrek noemt Denie de lichamelijke en mentale inzet die de nasleep van de brand vraagt die hij op dat niet kon opbrengen. De commissaris van de Koningin loofde tijdens zijn nieuwjaarstoespraak wel de burgemeester van Breda maar de commissaris noemde Denie niet. De burgemeester van Breda nam de coördinatie tijdens de brand op zich als voorzitter van de veiligheidsregio en het Regionaal beleidsteam (RBT).
In een interview met Omroep Brabant liet de Van de Donk weten dat het vertrek van Denie te maken had met een gebrek aan professionaliteit en vitaliteit, het vertrek zou in het belang zijn van de gemeente Moerdijk en Denie zou niet de beste man op die positie zijn.

## Privé
Hij was een zoon van Catharina Driessen en electricien bij de Staatsmijnen Pierre Edmond Denie. Hijzelf was getrouwd met Asia Janssen. Denie overleed op 78-jarige na een lang ziektebed aan de Ziekte van Parkinson en werd te Roermond in stilte gecremeerd. 